# John Plank Tracey

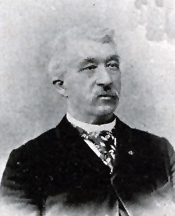
John Plank Tracey (1896)

John Plank Tracey (* 18. September 1836 im Wayne County, Ohio; † 24. Juli 1910 in Springfield, Missouri) war ein US-amerikanischer Politiker. Zwischen 1895 und 1897 vertrat er den Bundesstaat Missouri im US-Repräsentantenhaus.

## Werdegang
John Tracey besuchte öffentliche Schulen in Ohio und Indiana. Danach unterrichtete er selbst als Lehrer, während er gleichzeitig Jura studierte. Im Jahr 1858 kam er nach Missouri. Während des Bürgerkrieges diente er zwischen 1862 und 1865 im Heer der Union, in dem er vom einfachen Soldaten bis zum Oberleutnant aufstieg. Im April 1865 wurde er Oberstleutnant der Staatsmiliz von Missouri. Nach seiner im Mai 1865 erfolgten Zulassung als Rechtsanwalt begann er in Stockton in diesem Beruf zu arbeiten. Seit 1874 lebte Tracey in Springfield, wo er auch journalistisch tätig wurde. Im Jahr 1878 kandidierte er erfolglos für das Amt des Eisenbahnbeauftragten seines Staates. Von 1890 bis 1894 war er US Marshal für den westlichen Teil des Staates Missouri.
Politisch war Tracey Mitglied der Republikanischen Partei. Bei den Kongresswahlen des Jahres 1894 wurde er im siebten Wahlbezirk von Missouri in das US-Repräsentantenhaus in Washington, D.C. gewählt, wo er am 4. März 1895 die Nachfolge des Demokraten John T. Heard antrat. Da er im Jahr 1896 gegen James Cooney verlor, konnte er bis zum 3. März 1897 nur eine Legislaturperiode im Kongress absolvieren.
In den Jahren 1903 und 1904 saß Tracey als Abgeordneter im Repräsentantenhaus von Missouri. Seit 1909 leitete er das Soldatenheim in St. James. Außerdem war er in Springfield im Zeitungsgeschäft engagiert. Dort ist er am 24. Juli 1910 auch verstorben.